# Robert Francis Kennedy
Pour les articles homonymes, voir Robert Francis Kennedy Jr., Robert Kennedy (homonymie) et Kennedy.
Robert Francis Kennedy, dit Bob Kennedy, communément appelé Bobby Kennedy ou par ses initiales RFK, né le 20 novembre 1925 à Brookline (Massachusetts) et mort assassiné le 6 juin 1968 à Los Angeles (Californie), est un homme politique américain.
Frère cadet du 35e président des États-Unis, John Fitzgerald Kennedy, il est procureur général des États-Unis de 1961 à 1964, dans les administrations Kennedy et Johnson. Il est ensuite sénateur pour l'État de New York, incarnant l'aile gauche (« libérale ») du Parti démocrate.
En 1968, Bobby Kennedy se lance dans la course à la Maison-Blanche. Figure clivante mais considéré comme l'un des favoris des primaires démocrates, il est assassiné à l'issue du scrutin en Californie. Sirhan Sirhan est reconnu coupable mais des incohérences dans l'enquête rendent la version officielle de sa mort, comme celle de son frère, sujette à caution.

## Biographie

### Enfance et études

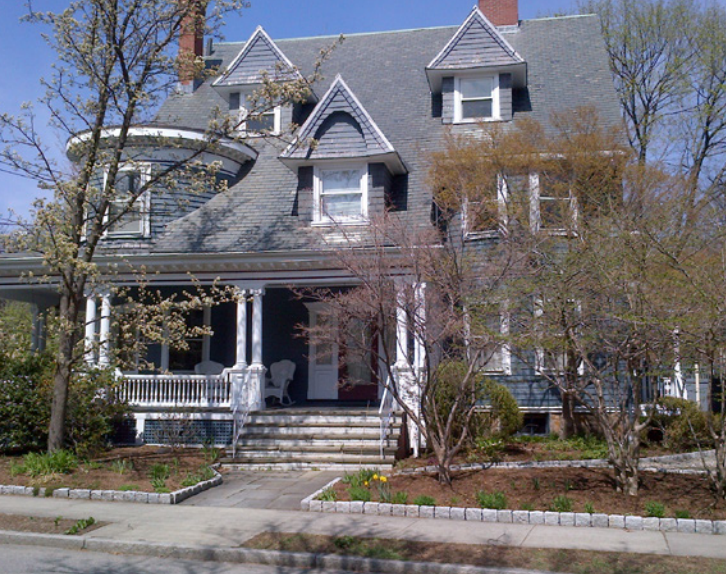
Maison natale de Robert Francis Kennedy à Brookline dans le Massachusetts.

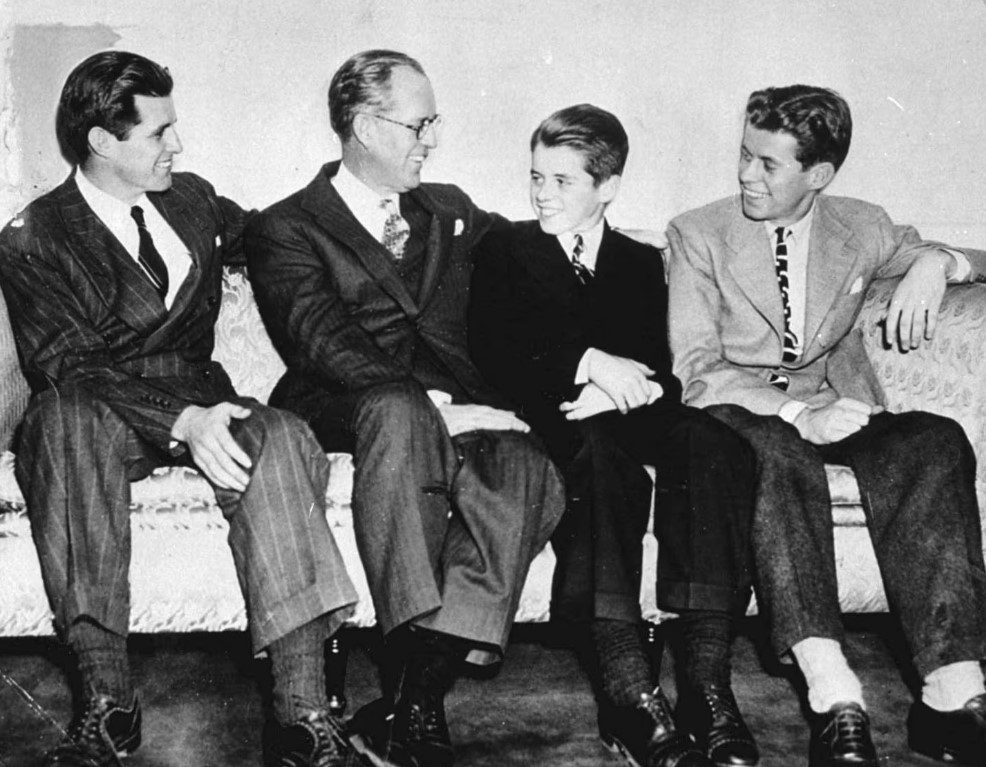
Joseph Kennedy rendant visite à ses fils (Robert, le troisième en partant de la gauche) à Boston en 1939.

Robert Francis Kennedy, fils de Joseph Patrick Kennedy, est issu d’une famille catholique irlando-américaine installée à Brookline dans le Massachusetts. Les Kennedy sont une famille influente dans les affaires et qui sera très présente en politique ; parmi ses huit frères et sœurs, il y a eu un président, John Kennedy, et trois sénateurs, John Fitzgerald, Robert Francis et Edward Moore Kennedy.
À 17 ans, Bobby Kennedy s’enrôle dans l’United States Navy, où il sert plusieurs années. Il intègre les universités de Bates College et de Harvard entre 1946 et 1948, d'où il sort diplômé en sciences-politiques puis de 1948 à 1951 la faculté de droit de l'université de Virginie, où il passe un diplôme d'avocat.

### Carrière politique

#### Conseiller juridique au Sénat
Au début des années 1950, Robert Kennedy travaille comme conseiller juridique pour différentes commissions d'enquête du Sénat des États-Unis, à Washington, notamment pour le sénateur républicain Joseph McCarthy et pour la commission anti-mafia, sous la direction du sénateur démocrate John Little McClellan, où il affronte celui qui deviendra son plus implacable ennemi, Jimmy Hoffa, président du syndicat des camionneurs.

#### Conseiller et soutien de son frère

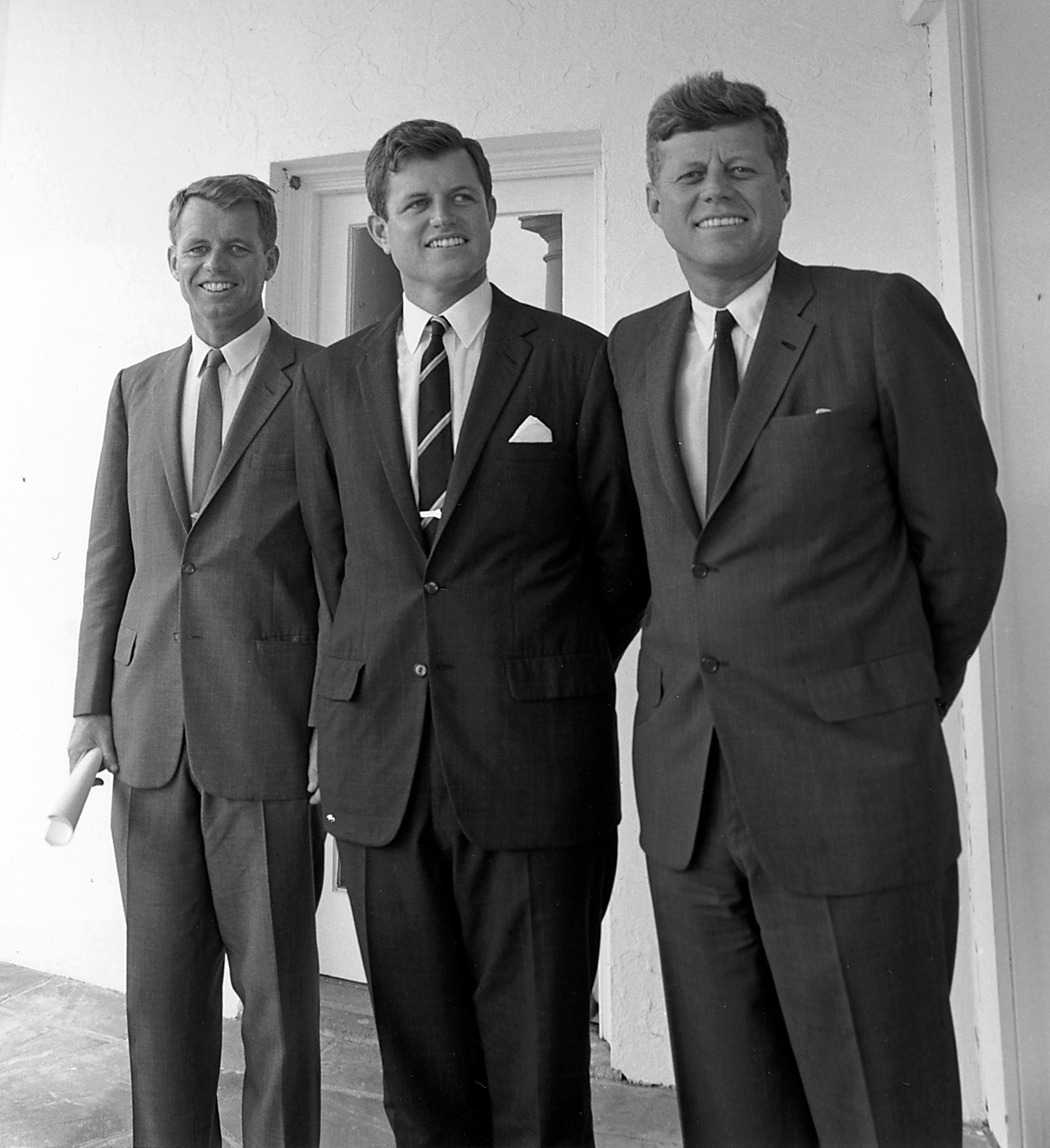
De gauche à droite : Robert Francis Kennedy, Edward Moore Kennedy et John Fitzgerald Kennedy.

Lorsque son frère John Kennedy mène campagne pour devenir sénateur du Massachusetts, Robert Kennedy l’épaule et le conseille. Alors que John Fitzgerald ne vit que pour la politique et est réaliste, Bobby se montre plus idéaliste, faisant sienne la phrase de George Bernard Shaw « Vous voyez le monde tel qu'il est et vous vous dites : « Pourquoi ? », moi je rêve d'un autre monde et je me dis : « Pourquoi pas ? » ».

#### Procureur général des États-Unis
À 35 ans, Bobby Kennedy passe au premier plan lorsque son frère John, élu en novembre 1960 président des États-Unis, prend ses fonctions en janvier 1961 et le nomme procureur général des États-Unis (ministre de la Justice). Il mène alors une grande lutte contre le crime organisé et la pègre, notamment contre Jimmy Hoffa, Sam Giancana, Santo Trafficante Junior et Carlos Marcello. Il indique que « dans certaines villes des États-Unis, les forces locales du maintien de l'ordre sont entièrement aux mains des gangsters. […] Les gangsters se sont emparés du contrôle complet de certaines industries pour s'y tailler un monopole ».
Après l’échec de l'invasion de la baie des cochons en 1961, qui visait à renverser le gouvernement cubain, il supervise de nouvelles opérations clandestines contre Cuba. Miami devient l’épicentre de la plus grande opération paramilitaire (nom de code JM/WAVE) jamais montée sur le sol américain. L'opération fut démantelée après la crise des missiles de Cuba, à l'issue de laquelle Washington prit l'engagement de ne plus attaquer Cuba en échange du retrait des missiles soviétiques déployés sur l'ile. Il joua un rôle essentiel dans la résolution pacifique de cette crise, étant chargé par son frère d'établir un contact secret avec l'ambassadeur soviétique Anatoli Dobrynine par l'intermédiaire d'un journaliste et du « résident » local du KGB ; il élabore avec l'ambassadeur le compromis permettant à l'URSS de retirer ses missiles de Cuba sans perdre la face.
Bobby (c'est son surnom) est le plus proche conseiller de son frère. C’est également lui qui presse son frère de s’engager activement en faveur des droits civiques durant l’été 1963, peu avant que ce dernier ne soit assassiné.
Après l’assassinat de John Kennedy, le 22 novembre 1963, Bobby remet sa démission le 3 septembre 1964 au nouveau président Lyndon B. Johnson, avec lequel il ne s’entend pas. Il passe alors par une longue période de doute et de remise en question.
Profondément changé par la mort de son frère, il glisse sur la gauche du spectre politique et s’engage fermement du côté des pauvres, des laissés-pour-compte et contre la peine de mort. Son action le conduit aux quatre coins des États-Unis, mais aussi dans les pays du tiers monde.
En 1964, il décide de briguer le poste de sénateur de l’État de New York, auquel il est élu.

#### Sénateur des États-Unis

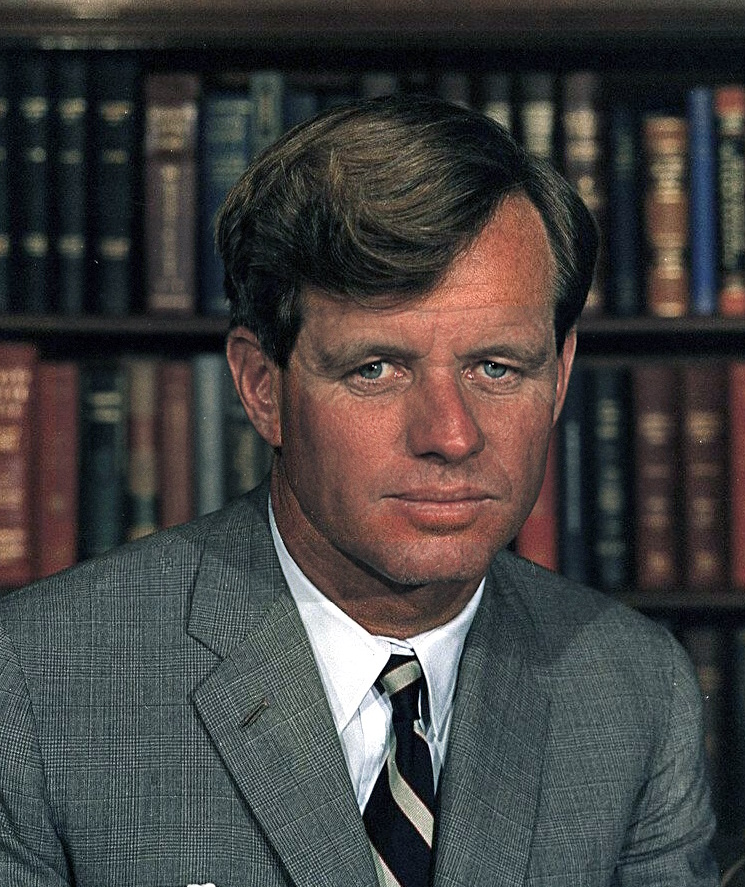
Robert Francis Kennedy en 1966.

Neuf mois après l'assassinat du président John Kennedy, Robert Kennedy quitte le cabinet présidentiel pour poser sa candidature à un siège au Sénat américain, représentant l'État de New York. Son adversaire dans la course des élections sénatoriales de 1964 était le titulaire républicain Kenneth Keating (en). Kennedy gagne le scrutin, en partie grâce à l'aide du président Johnson. En 1965, Robert Kennedy est devenu la première personne à atteindre le sommet du mont Kennedy (en). À l'époque, c'était la montagne la plus haute au Canada qui n'avait pas encore été escaladée ; elle a été nommée en l'honneur de son frère John Kennedy après son assassinat.
En juin 1966, Kennedy visite l'Afrique du Sud sous le régime de l'apartheid, accompagné par sa femme, Ethel Kennedy. À l'université du Cap, il prononce un discours dont une partie apparaît sur son mémorial au cimetière national d'Arlington (« Chaque fois qu’un homme se dresse pour défendre un idéal, améliorer le sort de ses semblables, redresser une injustice, naît une minuscule vaguelette d’espoir… »).

#### Candidature à l'élection présidentielle en 1968
Le président Lyndon B. Johnson, affaibli par la guerre du Viêt Nam, annonce en mars 1968 qu’il ne se représentera pas. Robert Kennedy décide de se présenter aux primaires du Parti démocrate afin de devenir le candidat à la présidence des États-Unis. Bobby Kennedy est donc en course face au vice-président démocrate sortant Hubert Humphrey, mais aussi face à Eugene McCarthy et George McGovern. Il fait partie des candidats qui dénoncent publiquement la guerre du Viêt Nam et soutiennent la lutte en faveur des droits civiques, la justice sociale et l’égalité. Le jour de l’assassinat de Martin Luther King, le 4 avril 1968, il est ainsi dans un ghetto noir, où il fait un discours qui apaise les ardeurs et n’est probablement pas étranger à l’absence d’émeutes.

### Assassinat

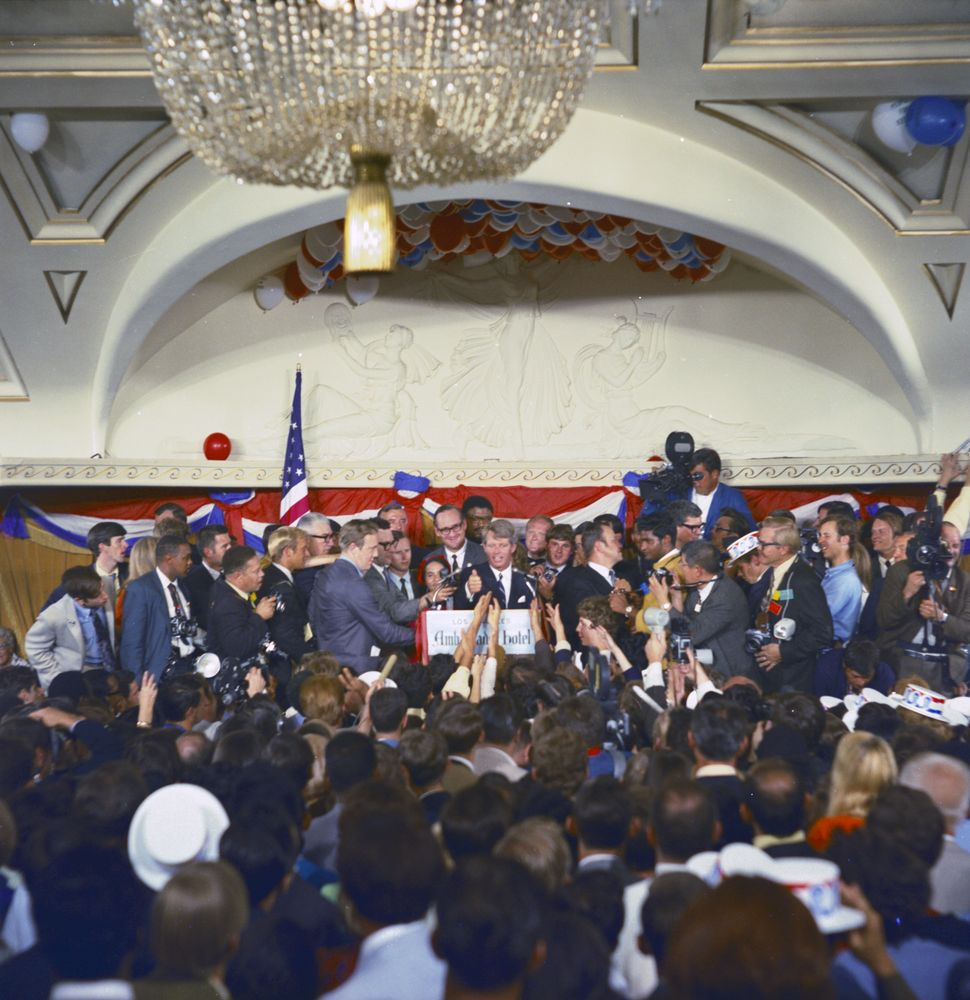
Kennedy s'adressant à ses partisans dans la salle de bal Embassy de l'hôtel Ambassador après sa victoire aux primaires démocrates de Californie, quelques minutes avant son assassinat.

Robert Francis Kennedy remporte les élections primaires de Californie, ce qui le ramène en meilleure position dans la course à la nomination par son parti après son échec dans l'Oregon.
Le soir même de cette victoire, le 5 juin 1968, il est la cible de plusieurs coups de revolver de la part d'un Jordanien, Sirhan Sirhan, aux motivations incertaines. Il meurt le lendemain à l’hôpital. Bobby venait de terminer son discours et quittait la salle de réception par les cuisines de l'hôtel Ambassador lorsque Sirhan est arrivé et a tiré plusieurs balles en direction du sénateur Kennedy : l’une l’a blessé à l’épaule, une autre à la tête et toutes les autres ont soit blessé des gens dans la foule, soit se sont logées dans les murs et les encadrements de portes.
Son assassinat, tout comme celui de son frère, reste sujet de controverses. Selon tous les témoins présents, lorsque Sirhan Sirhan ouvrit le feu sur Robert Kennedy, il était positionné de face et à une distance estimée de 1,00 mètre + - 1.50mètre. Or, le médecin légiste a déterminé que la balle mortelle a été tirée dans la nuque de Kennedy, derrière l'oreille droite et à bout portant. Le témoin Donald Schumman, employé d'une chaîne de télévision locale, a affirmé avoir vu Thane Eugène Cesar, un des gardes du corps privés de Robert Kennedy, d'origine cubaine et militant d'extrême droite, faire usage de son arme dans sa direction.

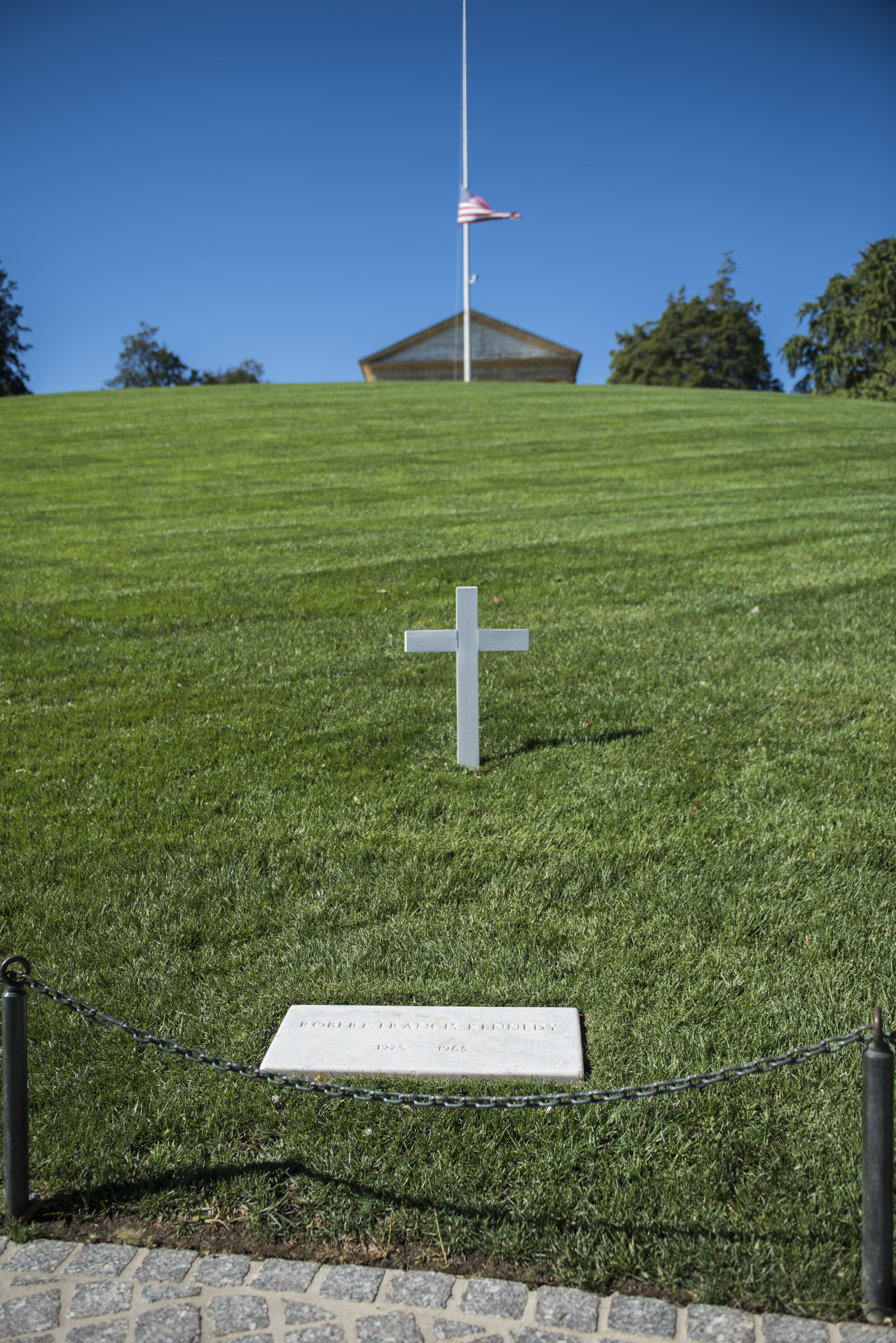
Sépulture de RFK au cimetière national d'Arlington.

Un million d'Américains se rassemble au bord de la voie ferrée sur le passage de la dépouille de Robert Kennedy, transportée de New York à Washington D.C. en train. Il est enterré au cimetière national d'Arlington, proche de son frère.
Son frère Ted Kennedy, devenu par la force des choses patriarche de la famille après les morts successives de ses trois frères aînés et l'invalidité de son père, prononça un éloge funèbre considéré comme très émouvant : « Mon frère n'a pas besoin d'être idéalisé, ou grandi dans la mort au-delà de ce qu'il était dans la vie, il doit être reconnu simplement comme un homme aussi bon et honnête, qui a vu le mal et essayait de l'enrayer, a vu la souffrance et a essayé de la guérir, a vu la guerre et a essayé de l'arrêter. Ceux d'entre nous qui l’aimions et qui l’accompagnons aujourd'hui, prions pour que ce qu'il représentait pour nous et ce qu'il souhaitait pour les autres se réalise pour tout le monde. Comme il a dit de nombreuses fois, en plein d'endroits de ce pays, à ceux qu'il a abordés et à ceux qui ont cherché à l’aborder : “certains hommes voient les choses telles qu'elles sont et disent, pourquoi ; je rêve de choses qui n'ont jamais été et dis, pourquoi pas” ».

### Vie privée

#### Vie privée officielle
Marié le 17 juin 1950 avec Ethel Skakel, née le 11 avril 1928, ils eurent onze enfants.

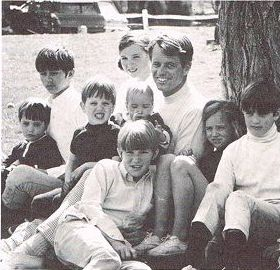
Bobby Kennedy avec ses enfants en 1968.

##### Descendants
1. Kathleen Kennedy Townsend, née le 4 juillet 1951, aînée des petits-enfants de Joe et Rose Kennedy, mariée depuis le 17 novembre 1973 à David Lee Townsend (né le 17 novembre 1947), avec qui elle a quatre filles :
  1. Meaghan Anne (née le 7 novembre 1977 à Santa Fe, Nouveau-Mexique),
  2. Maeve Fahey (1er novembre 1979 à New Haven, Connecticut - 2 avril 2020 Shady Side, Maryland)
    - Gideon Kennedy McKean, né en 2011 et mort noyé en même temps que sa mère en 2020, à 8 ans ;
    - Gabriella Kennedy Mckean né en 2012
    - Toby Kennedy Mckean né en 2017 ou 2018

  3. Rose Katherine (née le 17 décembre 1983 à Weston, Massachusetts)
  4. Kerry Sophia (née le 30 novembre 1991 à Bethesda, Maryland) ;
2. Joseph P. Kennedy II, né le 24 septembre 1952, marié en premières noces à Sheila Brewster Rauch (née le 22 mars 1949) avec qui il a deux fils : ils divorcent en 1991. Joseph Patrick Kennedy II est marié en secondes noces à Anne Elizabeth Kelly dite Beth (née le 3 avril 1957) depuis le 23 octobre 1993. À la mort de son cousin, John Fitzgerald Kennedy, Jr., le 16 juillet 1999, Joseph Patrick II devient l'aîné des descendants Kennedy, en ligne agnatique, dite branche de Bobby ;
  1. Matthew, né le 4 octobre 1980
    - Lily Kennedy, née en 2013
    - Charlotte Kennedy, née en 2016

  2. Joseph Patrick III, né le 4 octobre 1980 à Boston (Massachusetts) :
    - Eleanore Kennedy, née en 2015
    - James Kennedy, né en 2017
3. Robert Francis Kennedy, Jr., né le 17 janvier 1954.
  - Il est marié le 3 avril 1982 en premières noces à Emily Ruth Black (née le 15 octobre 1957), avec qui il a deux enfants :

  1. Robert Francis Kennedy III (né le 2 septembre 1984 à Mt. Kisco, New York)
  2. Kathleen Alexandra (née le 13 avril 1988 à Mt. Kisco, New York).

  - Ils divorcent le 25 mars 1994. Robert Kennedy, Jr épouse le 15 avril 1994 Mary Richardson (1960-2012) avec qui il a quatre autres enfants :

  1. Conor Richardson (né le 24 juillet 1994 à Mt. Kisco, New York),
  2. Kyra LeMoyne (née le 27 août 1995 à Mt. Kisco, New York),
  3. William Finbar (né le 8 novembre 1997 à Mt. Kisco, New York)
  4. Aidan Caohman Vieques (né en 2001) ;
4. David Anthony Kennedy, né le 15 juin 1955 et mort le 25 avril 1984 des suites d'une overdose ;
5. Mary Courtney Kennedy, née le 9 septembre 1956, mariée le 14 juin 1980 à Jeffrey Robert Ruhe, divorcés en 1990. Elle épouse en secondes noces Paul Michael Hill (né le 13 août 1954), l'un des « Quatre de Guildford » emprisonnés à tort pendant 15 ans pour un attentat de l'IRA qu'ils n'avaient pas commis. Ils ont une fille :
  1. Saoirse Roisin (née le 22 mai 1997 à Washington D.C. - morte le 1er août 2019) Le couple est légalement séparé ;
6. Michael LeMoyne Kennedy, né le 27 février 1958 et mort le 31 décembre 1997 à la suite d'un accident de ski. Il épouse le 14 mars 1981 Victoria Denise Gifford (née le 20 février 1957) avec qui il a trois enfants :
  1. Michael LeMoyne Kennedy Jr. (né le 9 janvier 1983 à Charlottesville, Virginie)
    - Michael Campbell Kennedy, né en 2014 ;
    - Ethel Campbell Kennedy, née en 2016 ;
    - Kathleen et Caroline Campbell Kennedy, née en 2018

  2. Kyle Frances (née le 6 juillet 1984 à Washington D.C.)
    - Conor Kennedy Kerr né en 2014 ;
    - Joséphine Kennedy Kerr, sœur jumelle de Conor, née et morte en 2014 ;
    - Declan Kennedy Kerr né en 2016

  3. Rory Gifford (née le 14 novembre 1987 à Dorchester, Massachusetts) ;
    - Miller Kennedy DiCamillo, né en 2017
7. Mary Kerry Kennedy, née le 8 septembre 1959, mariée à Andrew Cuomo avec qui elle a trois filles :
  1. Cara Ethel (née le 11 janvier 1995)
  2. Mariah Matilda (née le 11 janvier 1995), mariée en 2024 à Tellef Lundendall ;
  3. Michaela Andrea (née le 26 août 1997) ;
8. Christopher George Kennedy, né le 4 juillet 1963, marié le 15 août 1987 à Sheila Sinclair Berner (née le 4 décembre 1962) avec qui il a quatre enfants :
  1. Katherine Berner (née le 4 octobre 1990),
  2. Christopher George Jr. (né le 15 juin 1992),
  3. Sarah Louise (née le 26 septembre 1994)
  4. Clare Rose (née le 3 novembre 1998) ;
9. Matthew Maxwell Taylor Kennedy dit Max, né le 11 janvier 1965, marié le 13 juillet 1991 à Victoria Anne Stauss (née le 10 février 1964) avec qui il a trois enfants :
  1. Matthew Maxwell Taylor Jr (né le 18 septembre 1993),
  2. Caroline Summer Rose (née le 29 décembre 1994)
  3. Noah Isabella Rose (née le 9 juillet 1998) ;
10. Douglas Harriman Kennedy, né le 24 mars 1967, marié le 22 août 1998 à Nantucket (Massachusetts) à Molly Elizabeth Stark avec qui il a trois filles :
  1. Riley Elizabeth (née le 26 août 1999),
  2. Mary McCauley (née le 22 août 2001)
  3. Rowen Francis (née en juin 2004) ;
11. Rory Elizabeth Katherine Kennedy, née posthume le 12 décembre 1968, mariée le 2 août 1999[c] à Mark Bailey dont elle a trois enfants :
  1. Georgia Elizabeth (née le 30 septembre 2002),
  2. Bridget Katherine (née en juillet 2004),
  3. Zachary Corkland (né le 16 juillet 2007).

#### Autres liaisons
La presse fit état d'une liaison qu'aurait eue Robert Kennedy avec Marilyn Monroe avant 1962 et entre 1964 et 1968 avec d'autres femmes, notamment Jayne Mansfield, Lee Remick et Kim Novak.
Le concierge, qui nota beaucoup d'allées et venues de Bobby chez Jacqueline Kennedy-Onassis, donna lieu à un débat historiographique sur une possible liaison entre ces deux personnes.

## Hommages

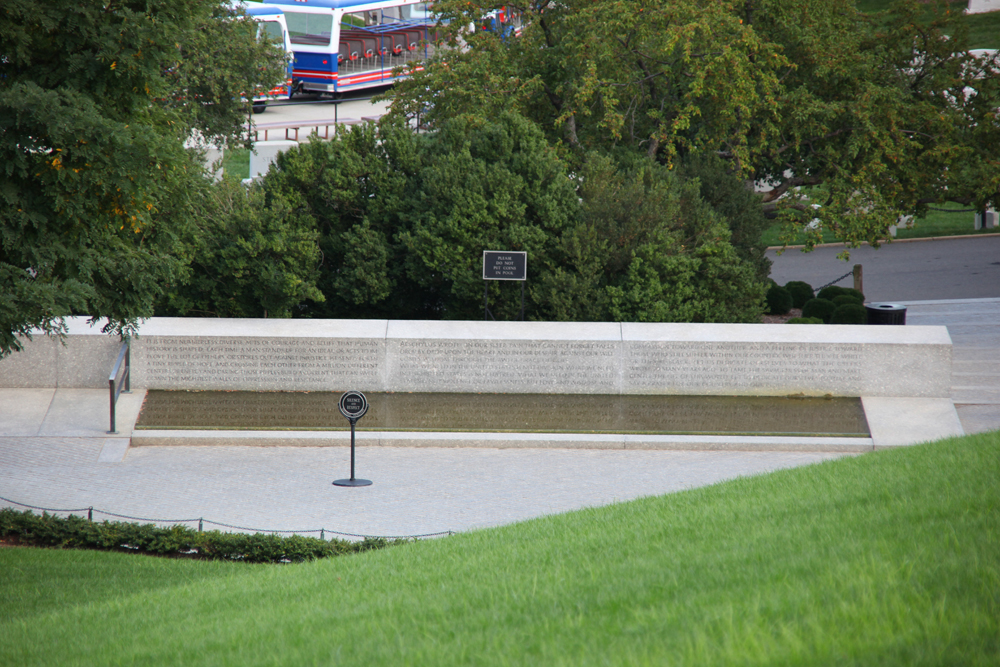
Le mémorial Robert Francis Kennedy devant sa sépulture au cimetière d'Arlington.

Le 6 décembre 1971 a été inauguré le mémorial Robert F. Kennedy dans le cimetière national d'Arlington, à quelques mètres de celui de son frère John F. Kennedy. Le mémorial se compose d'un miroir d'eau et de plusieurs discours de RFK gravés sur du granit. Il est positionné face à sa tombe, tous deux ayant été conçus par Ieoh Ming Pei.
En 1968, à la suite de son assassinat, sa veuve Ethel Kennedy a fondé l’organisation Robert F. Kennedy Human Rights (en) afin de poursuivre son combat pour la justice sociale, les droits humains et l'équité. Cette organisation œuvre à défendre les droits fondamentaux à travers le monde en soutenant les défenseurs des droits humains et en promouvant des réformes juridiques et sociales. Depuis 1984, elle remet chaque année le prix Robert F. Kennedy des droits de l’homme, qui honore des individus ou des groupes ayant fait preuve d’un courage exceptionnel dans la défense des droits humains, souvent au péril de leur propre sécurité.
En 1969, l'ancien stade du district de Columbia, situé à Washington, D.C., a été rebaptisé Robert F. Kennedy Memorial Stadium.
Le 2 novembre 1972, un buste (en) en bronze fut inauguré devant le bâtiment de la Cour suprême de l'État de New York, dans le Columbus Park à Brooklyn. Il a été réalisé par Anneta Duveen. Sur le socle en granit sont inscrites quatre citations de Kennedy.
En 1978, le Congrès des États-Unis a décerné à Kennedy la médaille d'or du Congrès pour services distingués.
En 1998, la Monnaie des États-Unis a émis le dollar en argent Robert F. Kennedy, une pièce d'un dollar spéciale qui présentait un portrait de face de RFK à l'avers et les emblèmes du département de la Justice des États-Unis et du Sénat des États-Unis au revers.
En 2001, le président George W. Bush et le procureur général John Ashcroft, en présence d’Ethel Kennedy, ont annoncé que le siège du département de la Justice des États-Unis était officiellement renommé Robert F. Kennedy Department of Justice Building (en).
En 2008, la ville de New York renomme le pont Triborough (Triborough Bridge) en pont Robert F. Kennedy.
En 2010, est inaugurée à Los Angeles, la Robert F. Kennedy Community Schools (en) sur le site de l’ancien Ambassador Hotel, lieu de son assassinat. Cette école est l’une des plus chères jamais construites aux États-Unis. À l’intérieur, de nombreux hommages lui sont dédiés : des fresques murales, des citations et une bibliothèque portant son nom.
En 2025, il reçoit à titre posthume la médaille présidentielle de la Liberté.

## Publications
- The Enemy Within : The McClellan Committee's Crusade Against Jimmy Hoffa and Corrupt Labor Unions, en collaboration avec le journaliste John Seigenthaler, 1960
- Ma lutte contre la corruption, Éditions Robert Laffont, 1964.
- Vers un Monde nouveau, Éditions Stock, 1968.
- Crise à la Maison-Blanche, Paris, Éditions Stock, 1969.